# Detlef Reuter
Detlef Reuter (* 1958 im Rheinland) ist ein deutscher Bildhauer, Zeichner und Medienkünstler.

## Leben
Detlef Reuter absolvierte von 1979 bis 1983 ein Studium der Kunst- und Werkerziehung an der Johannes-Gutenberg-Universität in Mainz. Anschließend studierte er bis 1986 Kunstgeschichte an der Albertus-Magnus-Universität in Köln und bei Anton Berger Bildhauerei an der ehemaligen Werkkunstschule in Köln, der heutigen Köln International School of Design (KISD). 1984–1988 baute er die „Kunsthaus-Kulturwerkstatt“ in Euskirchen auf, die er auch leitete. 1993 gründete er mit einem Partner die Moser & Reuter Gbr, eine Werkstatt für Künstlerischen Objektbau in Köln.
Reuter stellt vor allem in Deutschland aus und war auf Messen wie der Art Basel und Art Cologne vertreten. Er nahm Lehraufträge an der Universität Dortmund und der Europäischen Akademie für Bildende Kunst, Trier wahr.
Er ist mit der Malerin Kim Reuter verheiratet. Für ihr Wohn- und Atelierhaus in Leudersdorf wurden sie 2003 von der Aufsichts- und Dienstleistungsdirektion mit einem Preis für „Vorbildliches Bauen im ländlichen Raum“ ausgezeichnet.

## Werk
Seine Arbeit bewegt sich zwischen freier und angewandter Kunst. Er vertritt einen stark kommunikativen, kollaborativen, pädagogischen und nicht hierarchischen Ansatz in der Tradition der Kunstgewerbeschulen.
Für seine freien Arbeiten war Detlef Reuters bevorzugtes Material zunächst Eisen, später Holz. Aus diesen Werkstoffen schuf er Skulpturen als „abstrakt-figurative Einheit“. Das Thema der Skulptur zur Gestaltung des offenen Raumes äußert sich ebenso in seinen Konzepten für temporäre Bauten, Bühnen-, Ausstellungs- und Setdesign. Für gestalterische Projekte die zwischen den Bereichen Kunst, Architektur und neue Medien angesiedelt sind, arbeitete er für Firmen wie Canon, Daimler-Chrysler, Fresenius, Intel, Microsoft und Sony. Anlässlich der Biennale Venedig entwickelte er 1993 für Ilja Kabakov Spezialrequisiten. Für Jorge Pardo plante und baute er eine begehbare Skulptur für den Skulpturenpark Köln. Weiterhin thematisiert Reuter Leben, Kunst und Bauen im nichtstädtischen Gebiet.

## Ausstellungen (Auswahl)
- 1984: Galerie Ilverich, Düsseldorf
- 1986: Kunstverein Eisenturm Mainz; Große Kunstausstellung Nordrhein-Westfalen, Düsseldorf
- 1987: Kunstraum Wuppertal; Kunsthalle am Hochstadenring, Bonn
- 1989: Rheinisches Landesmuseum, Bonn
- 1990: Brückenturm, Galerie der Stadt Mainz; Galerie Pudelko, Bonn
- 1991: Mathildenhöhe, Darmstadt
- 1992: Galerie Fesel, Düsseldorf
- 1995: „Köln-Kunst“, Josef-Haubrich-Kunsthalle, Köln
- 2008: Luminale, Biennale der Lichtkultur, Frankfurt Main
- 2010: Open Houses Ruhr 2010, Sammlung Krohne
- 2011: 3. Internationales Bildhauersymposium, Bad Salzhausen
- 2013: Drei-Häuser-Kunstpfad, Steinborn/Eifel
- 2016: Bad Salzhausen - Werkschau Plastische Perspektiven
- 2018: FÜR IMMER BLAU - Gruppenausstellung des Kunstverein Duisburg, der Kunstsammlung KROHNE und der Berliner Galerie Schlachthaus.fresh&fine art
- 2019: Drei-Häuser-Kunstpfad, Steinborn/Eifel
- 2023: Drei-Häuser-Kunstpfad, Steinborn/Eifel

## Werke im öffentlichen Raum
- 1989: Installation für das Rheinische Landesmuseum, Bonn
- 1990: Metallplastik am Eingang der Landeszentralbank Lüdenscheid
- 1992: Platzgestaltung für die Mudrakaserne, Köln
- 1993: Wandinstallation für die Europäische Akademie für Bildende Kunst, Trier
- 2016: „PARADIES“, Wasserpavillon, Steinborn/Eifel
- 2019: Ausstellungspavillons, Steinborn/Eifel